# Caribbean Stud Poker
Caribbean Stud Poker (Caribbean Stud, "Karibisk stötpoker") är ett hasardspel. Spelas med kortlek och är influerat av poker, men är ändå inget riktigt pokerspel. Namnet är förrädiskt då detta spel inte har något med stötpoker att göra. Det uppfanns 1988 på den nederländska ön Aruba i Karibien och spreds sedan snabbt till kasinon över hela världen. Spelet är konstruerat så att kasinot alltid går med vinst på sikt. 

## Reglerna i stora drag
- Flera spelare kan delta samtidigt men alla spelar separat mot banken (kasinot), oberoende av varandra, och inte mot varandra som i riktig poker.
- Alla satsar en grundinsats och får sedan fem kort mörkt av dealern. Dealern ger även sig själv fem kort varav ett läggs öppet.
- Varje spelare kan nu välja mellan att lägga sig (då förlorar man grundinsatsen) eller att lägga ännu en insats som är dubbelt så stor som den första.
- Dealern visar nu sina fyra mörka kort så att alla hans fem kort är synliga. Dealerns pokerhand är nu antingen kvalificerad eller ej. Oftast räknas den som kvalificerad om den är ess-kung eller bättre (högt kort med både ess och kung, dvs strax under par).
- Om dealerns hand inte var kvalificerad vinner spelare som gjort den andra satsningen jämna pengar på sina första grundinsatser, och erlagd dubbel insats återgår bara till respektive spelare.
- Om dealerns hand var kvalificerad måste spelarna visa sina händer och jämföra dem med dealerns. Har man sämre hand än dealern förlorar man alla sina insatser. Har man exakt lika bra återgår insatserna så att man går jämnt upp. Har man bättre hand än dealern vinner man jämna pengar på den första grundinsatsen. En tabell, oftast skriven på spelbordet, visar hur mycket en viss vinnande hand ger i odds på den dubbla insatsen. Ibland finns det även en progressiv jackpot att spela om. För att spelare ska kunna vinna ur jackpoten måste spelaren satsa ett bestämt belopp i en särskild ruta avsett för jackpoten.